# Hierbas

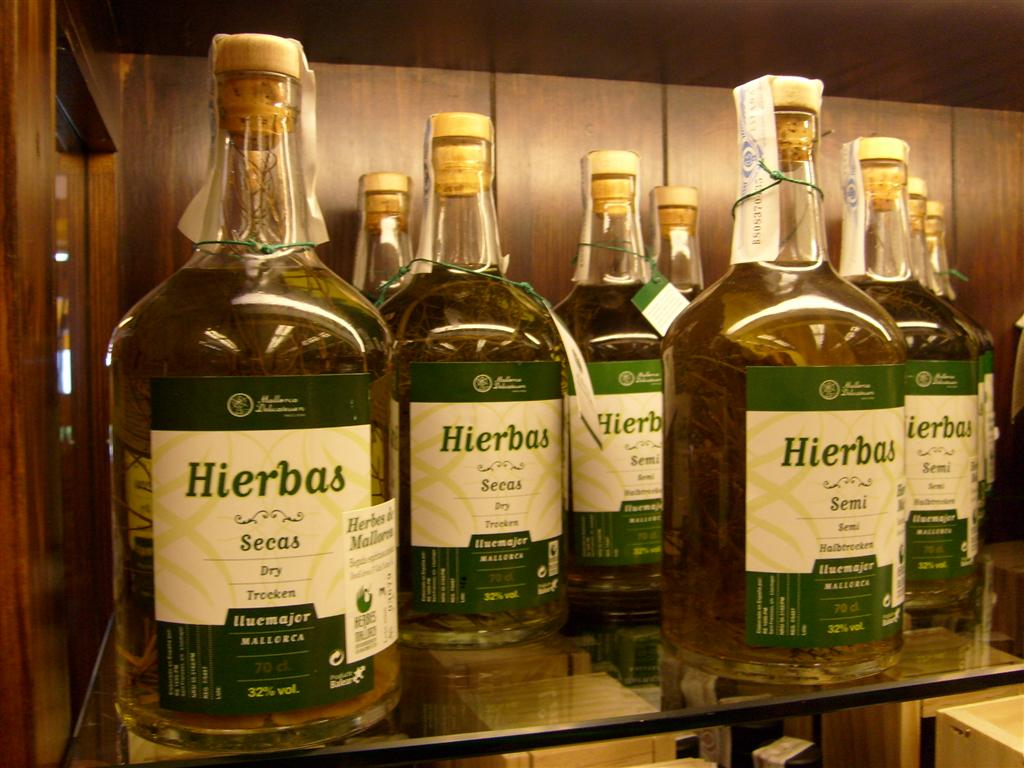
Licor de Hierbas en botellas.

Las Herbes («hierbas» en catalán) son varios licores de hierbas de sabor anisado típicos de Mallorca, Ibiza y Formentera. Se obtiene de la maceración o destilación hidroalcohólica de plantas aromáticas de la isla. Hay tres tipos: dulces, mezcladas, además de las secas.
Están protegidas por dos denominaciones geográficas: Hierbas de Mallorca y Hierbas Ibicencas.
Las Hierbas de Mallorca se definen como una bebida espirituosa anisada obtenida básicamente por la extracción de aromas de diversas plantas de la propia isla, por ejemplo: hinojo, romero, hierba luisa, manzanilla, limonero, naranjo y toronjil.
Los antecedentes de las hierbas se pueden situar en los monasterios, donde los frailes elaboraban un amplio abanico de aguardientes y bebidas espirituosas con hierbas y frutas.

## Características químicas
El Reglamento de la Denominación Geográfica Herbes de Mallorca establece las siguientes características químicas:
- Grado alcohólico adquirido: 20-50% volumen
- Contenido máximo en metanol: 0,5 g/hl de alcohol a 100% vol.
- Contenido máximo de metales pesados: 
  - Arsénico: 0,8 ppm
  - Plomo: 1 ppm
  - Zinc: 10 ppm
  - Cobre: 10 ppm
  - El total de metales pesados expresados en plomo no puede ser superior a 40 ppm

El Reglamento de la Denominación Geográfica Herbes Eivissenques establece las siguientes características químicas:
- Grado alcohólico: entre 22 y 38 %
- Contenido en azúcar: máximo 250 g/l
- Densidad (a 20 °C): inferior a 1,18 g/ml
- Contenido máximo de metanol: 1 g/l
- Contenido máximo de metales pesados: 40 ppm expresadas en plomo

## Consumo
La tradición popular atribuye propiedades digestivas a estas bebidas por lo que es común su consumo después de las comidas, especialmente acompañando al café. 
Como aperitivo, con hielo.
- Datos: Q360329